# Geoffroy Ballin
 (mars 2023).
Geoffroy Ballin, ou Ballain, (né vers 1530 et décédé en 1598), est un enlumineur et illustrateur français de la Renaissance, originaire de Paris.

## Biographie
Fils de l'historieur Jean Ballin, il est établi à Paris, rue Saint-Jacques. Sa carrière n'est documentée qu'à partir de 1558, grâce à une quittance relative à l'enluminure de livres d'heures pour le compte de Claude Gouffier, travail pour lequel il collabore avec son confrère Charles Jourdain.
Longtemps confondu avec celui de Jourdain, son style personnel a finalement pu être caractérisé. Myra Orth lui attribue, entre autres, l'enluminure du Livre d'Heures de Catherine de Médicis (1561) conservé à la bibliothèque Vaticane, d'un manuscrit des Creations du college des notaires et secrétaires du Roy et maison de France (Bibliothèque nationale de France), de plusieurs psautiers et livres d'heures ayant appartenu aux Gouffier ou du Traité de la Charité Chrestienne de Nicolas Houel (Cracovie). Rapprochant certaines de ces œuvres sans en identifier formellement l'auteur, Myra Orth avait proposé de les attribuer à un artiste qu'elle désignait comme « le Maître du Psautier Gouffier ».
Lié à de nombreux imprimeurs, libraires et éditeurs d'estampe, Geoffroy Ballin a par ailleurs fourni des modèles pour des graveurs, et réalisé de nombreuses illustrations de livres, retravaillant parfois avec des modèles établis par d'autres peintres comme Baptiste Pellerin.
Il décède à Paris en 1598.